# Breviceps sopranus
Breviceps sopranus és una espècie de granota que viu a Sud-àfrica, Eswatini i, possiblement també, a Moçambic.
Està amenaçada d'extinció per la pèrdua del seu hàbitat natural.